# Camponotus geralensis
Camponotus geralensis é uma espécie de inseto do gênero Camponotus, pertencente à família Formicidae.